# نيو ألبيون (نيويورك)
نيو ألبيون (بالإنجليزية: New Albion, New York)‏ هي بلدة أمريكية تقع في الولايات المتحدة في مقاطعة كاتاروغوس، نيويورك. يقدر عدد سكانها بـ 2,068 نسمة ومساحتها 94.3 كم2 وترتفع عن سطح البحر 549 متر.